# Lloyd Austin
Lloyd James Austin III (sinh ngày 8 tháng 8 năm 1953) từng là Bộ trưởng Quốc phòng thứ 28 của Hoa Kỳ. Ông là một tướng bốn sao đã nghỉ hưu của quân đội Hoa Kỳ, từng là Tư lệnh thứ 12 của Bộ Chỉ huy Trung tâm Hoa Kỳ (CENTCOM). Lloyd Austin là chỉ huy người Mỹ gốc Phi đầu tiên trong lịch sử của Bộ Quốc phòng Hoa Kỳ đứng đầu tổ chức và nghỉ hưu các dịch vụ vũ trang vào năm 2016. Trước CENTCOM, Austin từng là phó tham mưu trưởng thứ 33 của Lục quân Hoa Kỳ từ ngày 31 tháng 1 năm 2012 đến ngày 8 tháng 3 năm 2016. Ông cũng là vị tướng chỉ huy cuối cùng của Lực lượng Hoa Kỳ - Iraq trong Chiến dịch Bình minh mới - kết thúc vào ngày 18 tháng 12 năm 2011 và sau đó là Phó Tham mưu trưởng Lục quân Hoa Kỳ. Austin giải ngũ vào tháng 4 năm 2016 và gia nhập hội đồng quản trị của một số công ty như: Raytheon Technologies, Nucor, Tenet Healthcare. Vào ngày 7 tháng 12 năm 2020, ông được tổng thống Joe Biden đề cử vào chức vụ bộ trưởng quốc phòng. Ông đã được Thượng viện Hoa Kỳ chấp thuận vào ngày 22 tháng 1 năm 2021, bằng một cuộc bỏ phiếu với tỷ lệ 93 phiếu thuận/2 phiếu chống.